# Andy Kohlberg
Andy Kohlberg (Nueva York, 17 de agosto de 1959) es un extenista, empresario y dirigente deportivo estadounidense, actual presidente y máximo accionista del Real Club Deportivo Mallorca y vicepresidente y accionista de los Phoenix Suns.
Consiguió sus mejores resultados como tenista en la modalidad de dobles, en la que ganó un título y alcanzó el puesto número 26 en el ranking mundial de dobles, el 3 de julio de 1988.

## Títulos en dobles
| Resultado         | N.º | Fecha | Torneo                        | Superficie | Compañero        | Oponentes en la final      | Posición en la final |
| ----------------- | --- | ----- | ----------------------------- | ---------- | ---------------- | -------------------------- | -------------------- |
| Entre los mejores | 1.  | 1980  | Canton, China                 | Alfombra   | Larry Stefanki   | Ross Case Jaime Fillol     | 2–6, 6–7             |
| Entre los mejores | 2.  | 1981  | Forest Hills WCT, EE. UU.     | Arcilla    | John Fitzgerald  | Peter Fleming John McEnroe | 4–6, 4–6             |
| Entre los mejores | 3.  | 1985  | Torneo de Stuttgart, Alemania | Arcilla    | João Soares      | Ivan Lendl Tomáš Šmíd      | 6–3, 4–6, 2–6        |
| Ganador           | 1.  | 1986  | Atlanta, EE. UU.              | Alfombra   | Robert Van't Hof | Christo Steyn Danie Visser | 6–2, 6–3             |